# Caja de zapatos (arquitectura)

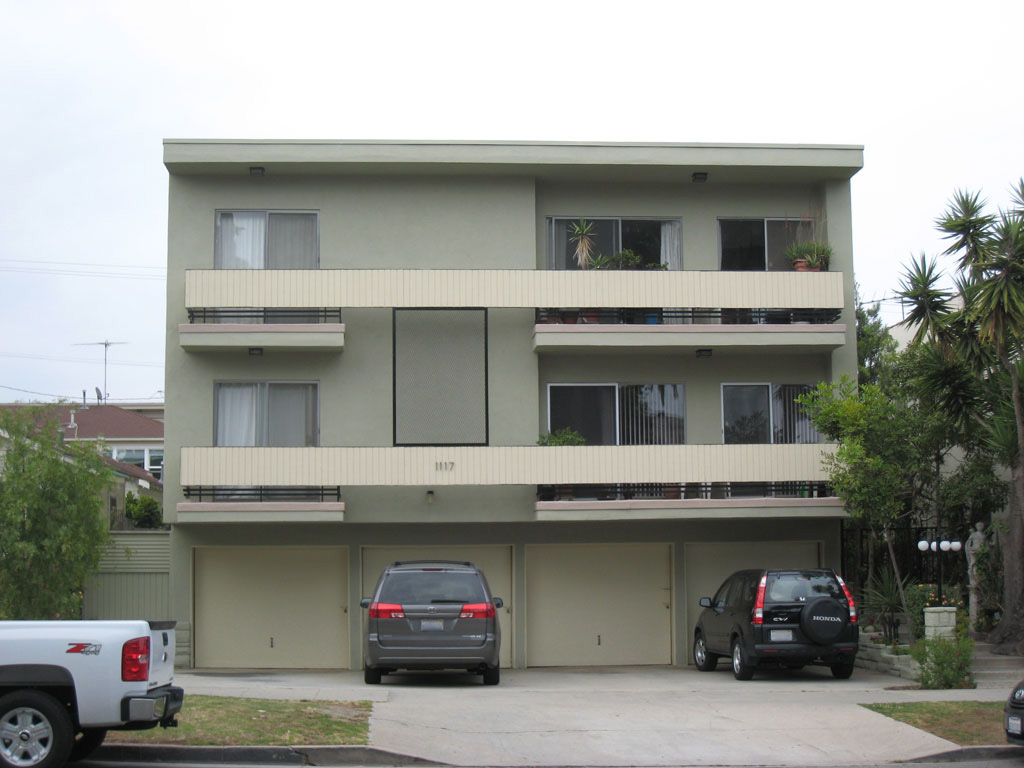
Un edificio de apartamentos dingbat.

En arquitectura, el estilo de caja de zapatos (en inglés: shoebox style) es un estilo funcionalista de la arquitectura moderna caracterizado por unas formas predominantemente rectilíneas y ortogonales, con filas horizontales de ventanas o muros de cristal. Los apartamentos dingbat son un austero ejemplo del estilo de caja de zapatos. El estilo de caja de zapatos puritano y repetitivo se considera una forma de construcción de bajo coste.
También son populares los salas de conciertos de forma rectangular de estilo de caja de zapatos, en oposición a las formas tradicionales circulares de teatro, anfiteatro o herradura.